# Selección de fútbol sub-20 de Francia
La selección de fútbol sub-20 de Francia es el equipo formado por futbolistas de nacionalidad francesa menores de 20 años de edad, que representa a la Federación Francesa de Fútbol en el Mundial sub-20 y en los Juegos Mediterráneos. La mejor participación de la selección ha sido ganar un título mundial de la categoría en la edición de  2013.
Es la segunda selección filial de la selección absoluta por detrás de la selección sub-21 y su categoría, es la sucesora del bloque de la selección sub-19 que disputa el Europeo, por lo que ambas poseen el mismo «staff» técnico.

## Palmarés
- Copa Mundial de Fútbol Sub-20 :
  -  Campeón 2013.

- Eurocopa Sub-19
  -  Campeón: 2005, 2010, 2016
  -  Subcampeón: 2013

## Estadísticas

### Mundial Sub-20
| Año                         | Fase             | Posición     | PJ           | PG           | PE           | PP           | GF           | GC           |
| --------------------------- | ---------------- | ------------ | ------------ | ------------ | ------------ | ------------ | ------------ | ------------ |
| Túnez 1977                  | Fase de grupos   | 8.º          | 3            | 1            | 1            | 1            | 3            | 3            |
| Japón 1979                  | No clasificó     | No clasificó | No clasificó | No clasificó | No clasificó | No clasificó | No clasificó | No clasificó |
| Australia 1981              | No clasificó     | No clasificó | No clasificó | No clasificó | No clasificó | No clasificó | No clasificó | No clasificó |
| México 1983                 | No clasificó     | No clasificó | No clasificó | No clasificó | No clasificó | No clasificó | No clasificó | No clasificó |
| Unión Soviética 1985        | No clasificó     | No clasificó | No clasificó | No clasificó | No clasificó | No clasificó | No clasificó | No clasificó |
| Chile 1987                  | No clasificó     | No clasificó | No clasificó | No clasificó | No clasificó | No clasificó | No clasificó | No clasificó |
| Arabia Saudí 1989           | No clasificó     | No clasificó | No clasificó | No clasificó | No clasificó | No clasificó | No clasificó | No clasificó |
| Portugal 1991               | No clasificó     | No clasificó | No clasificó | No clasificó | No clasificó | No clasificó | No clasificó | No clasificó |
| Australia 1993              | No clasificó     | No clasificó | No clasificó | No clasificó | No clasificó | No clasificó | No clasificó | No clasificó |
| Catar 1995                  | No clasificó     | No clasificó | No clasificó | No clasificó | No clasificó | No clasificó | No clasificó | No clasificó |
| Malasia 1997                | Cuartos de final | 7.º          | 5            | 3            | 1            | 1            | 10           | 8            |
| Nigeria 1999                | No clasificó     | No clasificó | No clasificó | No clasificó | No clasificó | No clasificó | No clasificó | No clasificó |
| Argentina 2001              | Cuartos de final | 8.º          | 5            | 2            | 2            | 1            | 11           | 7            |
| Emiratos Árabes Unidos 2003 | No clasificó     | No clasificó | No clasificó | No clasificó | No clasificó | No clasificó | No clasificó | No clasificó |
| Países Bajos 2005           | No clasificó     | No clasificó | No clasificó | No clasificó | No clasificó | No clasificó | No clasificó | No clasificó |
| Canadá 2007                 | No clasificó     | No clasificó | No clasificó | No clasificó | No clasificó | No clasificó | No clasificó | No clasificó |
| Egipto 2009                 | No clasificó     | No clasificó | No clasificó | No clasificó | No clasificó | No clasificó | No clasificó | No clasificó |
| Colombia 2011               | Cuarto lugar     | 4.º          | 7            | 4            | 0            | 3            | 11           | 12           |
| Turquía 2013                | Campeón          | 1.º          | 7            | 4            | 2            | 1            | 15           | 3            |
| Nueva Zelanda 2015          | No clasificó     | No clasificó | No clasificó | No clasificó | No clasificó | No clasificó | No clasificó | No clasificó |
| Corea del Sur 2017          | Octavos de final | 9.º          | 4            | 3            | 0            | 1            | 10           | 2            |
| Polonia 2019                | Octavos de final | 9.º          | 4            | 3            | 0            | 1            | 9            | 5            |
| Argentina 2023              | Fase de grupos   | 17.º         | 3            | 1            | 0            | 2            | 5            | 5            |
| Chile 2025                  | Clasificado      | Clasificado  | Clasificado  | Clasificado  | Clasificado  | Clasificado  | Clasificado  | Clasificado  |
| Total                       | 8/24             | 5.º          | 35           | 20           | 6            | 9            | 69           | 40           |

### Eurocopa Sub-19
| 2002  | No clasificó   | No clasificó | No clasificó | No clasificó | No clasificó | No clasificó | No clasificó |              |             |
| 2003  | Fase de grupos | 3            | 0            | 2            | 1            | 4            | 6            |              |             |
| 2004  | No clasificó   | No clasificó | No clasificó | No clasificó | No clasificó | No clasificó | No clasificó |              |             |
| 2005  | Campeón        | 5            | 4            | 1            | 0            | 11           | 5            |              |             |
| 2006  | No clasificó   | No clasificó | No clasificó | No clasificó | No clasificó | No clasificó | No clasificó |              |             |
| 2007  | Semifinal      | 4            | 1            | 3            | 0            | 6            | 3            |              |             |
| 2008  | No clasificó   | No clasificó | No clasificó | No clasificó | No clasificó | No clasificó | No clasificó |              |             |
| 2009  | Semifinal      | 4            | 1            | 2            | 1            | 4            | 5            |              |             |
| 2010  | Campeón        | 5            | 4            | 1            | 0            | 14           | 4            |              |             |
| 2011  | No clasificó   | No clasificó | No clasificó | No clasificó | No clasificó | No clasificó | No clasificó |              |             |
| 2012  | Semifinal      | 4            | 2            | 1            | 1            | 8            | 5            |              |             |
| 2013  | Subcampeón     | 5            | 2            | 2            | 1            | 5            | 4            |              |             |
| 2014  | No clasificó   | No clasificó | No clasificó | No clasificó | No clasificó | No clasificó | No clasificó |              |             |
| 2015  | Semifinal      | 4            | 3            | 0            | 1            | 6            | 3            |              |             |
| 2016  | Campeón        | 5            | 4            | 0            | 1            | 15           | 4            |              |             |
| 2017  | No clasificó   | No clasificó | No clasificó | No clasificó | No clasificó | No clasificó | No clasificó |              |             |
| 2018  | Semifinal      | 4            | 2            | 0            | 2            | 11           | 4            |              |             |
| 2019  | Semifinal      | 4            | 3            | 1            | 0            | 5            | 0            |              |             |
| 2020  | Cancelado      | Cancelado    | Cancelado    | Cancelado    | Cancelado    | Cancelado    | Cancelado    |              |             |
| 2021  | Cancelado      | Cancelado    | Cancelado    | Cancelado    | Cancelado    | Cancelado    | Cancelado    |              |             |
| 2022  | Semifinal      | 4            | 3            | 0            | 1            | 12           | 4            |              |             |
| 2023  | No clasificó   | No clasificó | No clasificó | No clasificó | No clasificó | No clasificó | No clasificó | No clasificó |             |
| 2024  | Subcampeón     | 5            | 3            | 1            | 1            | 9            | 7            |              |             |
| 2025  | Por definir    | Por definir  | Por definir  | Por definir  | Por definir  | Por definir  | Por definir  | Por definir  | Por definir |
| Total | 12/19          | 56           | 32           | 14           | 10           | 110          | 54           |              |             |

### Juegos Mediterráneos
| Torneo amistoso del Mediterráneo |               |              |              |              |              |              |              |              |
| Año                              | Fase          | Posición     | PJ           | PG           | PE           | PP           | GF           | GC           |
| Grecia 1949                      | No participó  | No participó | No participó | No participó | No participó | No participó | No participó | No participó |
| Copa Este del Mediterráneo       |               |              |              |              |              |              |              |              |
| Sin sede 1953                    | No participó  | No participó | No participó | No participó | No participó | No participó | No participó | No participó |
| Copa del Mediterráneo            |               |              |              |              |              |              |              |              |
| Sin sede 1958                    | Subcampeón    | 2.º          | 10           | 7            | 2            | 1            | 24           | 6            |
| Juegos del Mediterráneo          |               |              |              |              |              |              |              |              |
| Egipto 1951                      | Campeón       | 1.º          | 6            | 5            | 0            | 1            | 15           | 2            |
| España 1955                      | Campeón       | 1.º          | 6            | 4            | 1            | 1            | 12           | 3            |
| Líbano 1959                      | Campeón       | 1.º          | 6            | 5            | 1            | 0            | 13           | 4            |
| Italia 1963                      | Subcampeón    | 2.º          | 6            | 5            | 1            | 0            | 11           | 5            |
| Túnez 1967                       | Subcampeón    | 2.º          | 6            | 4            | 2            | 0            | 17           | 5            |
| Turquía 1971                     | Séptimo lugar | 7.º          | 6            | 1            | 2            | 3            | 8            | 15           |
| Argelia 1975                     | Subcampeón    | 2.º          | 6            | 4            | 1            | 1            | 15           | 8            |
| Yugoslavia 1979                  | Subcampeón    | 2.º          | 6            | 4            | 0            | 2            | 17           | 7            |
| Marruecos 1983                   | Subcampeón    | 2.º          | 6            | 6            | 0            | 0            | 10           | 4            |
| Siria 1987                       | Semifinales   | 3.º          | 5            | 3            | 1            | 1            | 7            | 3            |
| Grecia 1991                      | Subcampeón    | 2.º          | 6            | 5            | 0            | 1            | 11           | 6            |
| Francia 1993                     | Campeón       | 1.º          | 6            | 6            | 0            | 0            | 17           | 9            |
| Italia 1997                      | Subcampeón    | 2.º          | 6            | 4            | 0            | 2            | 11           | 4            |
| Túnez 2001                       | Campeón       | 1.º          | 6            | 5            | 1            | 0            | 18           | 11           |
| España 2005                      | No participó  | No participó | No participó | No participó | No participó | No participó | No participó | No participó |
| Italia 2009                      | Semifinales   | 4.º          | 4            | 2            | 1            | 1            | 9            | 4            |
| Total                            | 7/19          | 2.º          | 35           | 22           | 9            | 4            | 72           | 27           |

## Plantilla

### Dirección técnica actual
| Dirección técnica actual | Dirección técnica actual | Dirección técnica actual   | Dirección técnica actual |
| ------------------------ | ------------------------ | -------------------------- | ------------------------ |
| Entrenador:              | Bernard Diomède          | Asistente técnico:         | Pascal Lafleuriel        |
| Preparador físico:       | Bandera de Francia       | Segundo asistente técnico: | Bandera de Francia       |
| Colaborador de campo:    | Bandera de Francia       | Secretario técnico:        | Bandera de Francia       |
| Preparador de arqueros:  | Bandera de Francia       | Médico:                    | Bandera de Francia       |

### Seleccionadores
| Periodo     | Nombre                                 |
| 1996 – 1997 | Gérard Houllier                        |
| 1997        | Raymond Domenech                       |
| 2000 – 2001 | Raymond Domenech y Jean-François Jodar |
| 2001 – 2002 | Jean-François Jodar                    |
| 2004 – 2006 | Francis Smerecki                       |
| 2006 – 2007 | Philippe Bergeroo                      |
| 2007 – 2008 | Jean Gallice                           |
| 2008 – 2009 | Luc Rabat                              |
| 2009        | François Blaquart                      |
| 2010 – 2011 | Francis Smerecki                       |
| 2011 - 2012 | Philippe Bergeroo                      |
| 2012 -      | Pierre Mankowski                       |